# یارمو مانینن
یارمو مانینن (فنلاندی: Jarmo Manninen؛ زادهٔ ۱۱ مارس ۱۹۵۱) بازیکن فوتبال اهل فنلاند بود.
از باشگاه‌هایی که در آن بازی کرده‌است می‌توان به باشگاه فوتبال تورون پالوسئورا اشاره کرد.
وی همچنین در تیم ملی فوتبال فنلاند بازی کرده‌است.